# سویفتربانت
سویفتربانت (به هلندی: Swifterbant) یک منطقهٔ مسکونی در هلند است که در درونتن واقع شده‌است. سویفتربانت ۶٬۴۷۵ نفر جمعیت دارد.
در ۱ ژانویه ۲۰۱۴، Swifterbant ۶۴۷۵ سکنه داشت. مساحت ساخته شده شهر ۲٫۴۲ کیلومتر مربع (۰٫۹۳ مایل مربع) بود و شامل ۲۳۵۰ اقامتگاه بود.